# Thorsten Laubert
Thorsten Gideon Laubert, född 23 februari 1909 i Uppsala, död 5 maj 1961, var en svensk målare, tecknare, grafiker och författare.
Han var son till gårdsägaren Robert Gideon Laubert och Anna Charlotta Ericsson. Efter avlagd studentexamen på hemorten studerade han konst vid Berggrens målarskola. Tillsammans med Harry Booström ställde han ut i Malmö 1953 och 1954. Han medverkade i ett flertal samlingsutställningar arrangerade av Uplands konstförening och i Gotlands konstförenings teckningsutställning i Visby. Som författare skrev han en roman samt dikter som gavs ut i två samlingar.